# Landschaftsschutzgebiet Hillbachtal

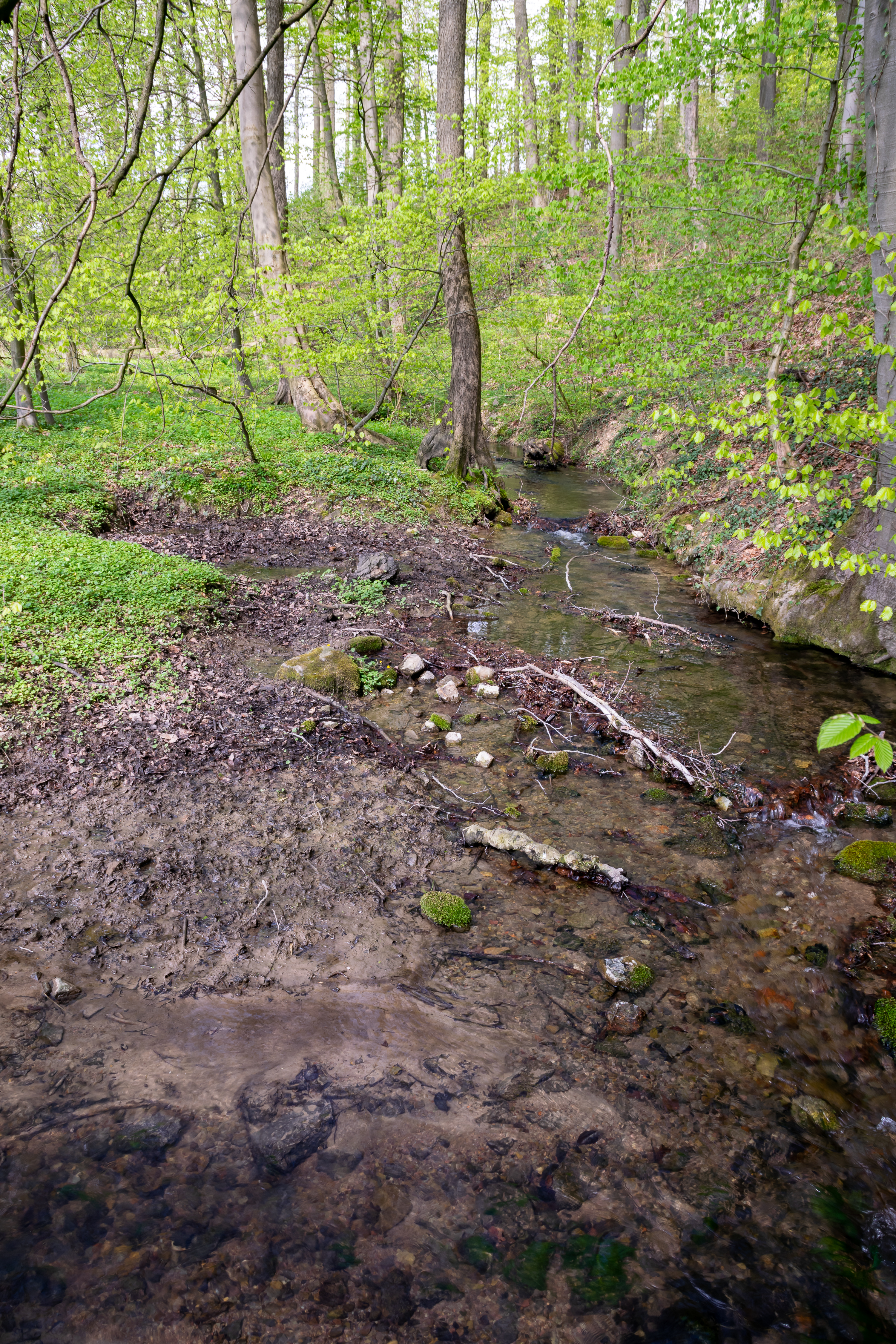
Hillbach

Das Landschaftsschutzgebiet Hillbachtal mit 25,6 ha Flächengröße liegt nordöstlich von Hillentrup im Stadtgebiet von Dörentrup. Es wurde 2006 mit dem Landschaftsplan Oberes Begatal durch den Kreistag des Kreises Lippe als Landschaftsschutzgebiet (LSG) ausgewiesen. Das LSG besteht aus drei Teilflächen.

## Beschreibung
Das LSG umfasst den Hillbach von seinen Quellbereichen, in einem auf südexponiertem Hang stockenden Buchenwald, bis zum nördlichen Siedlungsrand von Dörentrup. Am Oberlauf des Hillbachs ist ein Nebenbach östlich von Kruberg ins LSG einbezogen, wobei der Bereich um Kruberg nicht zum LSG gehört. Auch Buchenwald, mit eingestreuten Eichen und Fichten, und Weidegrünland, das durch verschiedene Gehölze reich strukturiert und stellenweise stark vernässt ist, gehören zum Schutzgebiet. Der Quellbereich des Hillbaches ist stark beschattet und fast vegetationslos. An den Buchenwald schließt im Osten eine locker mit alten Obstbäumen bestandene, mäßig magere Weide an. Der Hillbach verläuft dann überwiegend begradigt in südöstlicher Richtung. Westlich grenzen Ackerflächen direkt an den Bach. Auf seiner Ostseite werden die teilweise recht steilen Hänge beweidet. Unterhalb eines lichten Feldgehölzes aus alten Eichen finden sich an einer steilen Böschung kleinflächig zahlreiche Magerkeitszeiger in der Vegetation. Im Tal folgt ein kleiner Teich, der weitgehend verlandet und von alten Eschen und Erlen umstanden ist. Die hier extensiv bewirtschafteten Mähweiden sind mit Baumgruppen, Baumreihen und Einzelbäumen, meist alte Eschen, bestanden. Ein namenloser Nebenbach speist einen teilweise mit Wasserlinsen bedeckten und von Kopfweiden und Erlen umgebenen Löschwasserteich. Unterhalb davon ist am Bach ein Gehölzsaum aus alten Eschen. Die zwischen dem Bach und der Straße liegende Mähwiese ist teilweise stark vernässt und sehr seggenreich. Nach einem stark begradigten Bachabschnitt beginnt der Bach wieder schwach zu mäandrieren. Er ist hier von einem Eschenwald begleitet. Im Eschenwald liegt ein 3 × 8 m große Tümpelquelle, die wie auch der Bachlauf selbst mit flutenden Wassermoosen und Aufrechtem Merk bewachsen ist. Westlich des Baches wird der Talgrund hier als Mähwiese genutzt, die in Bachnähe stellenweise stark vernässt ist. Oberhalb der das Tal querenden Straße Krusfeld stockt ein alter Pappelforst auf vernässtem Talgrund mit viel Schilfrohr in der Krautschicht. Unterhalb dieser Straße ist der Bach weitgehend begradigt, weist aber ein nahezu geschlossenes Erlen-Ufergehölz auf und wird von Fettweiden begleitet. Am Ortsrand von Hillentrup befindet sich eine größere Fischteichanlage am Ende dieser Teilfläche. Das grenzt bei Hillentrup direkt an die Dorfbebauung. An die neue Teilfläche grenzen Grünlandflächen an. Ein weiterer Teich ist hier überwiegend naturfern, südlich davon folgt ein kopfweidenreicher Bachabschnitt.
Zum Schutzgebiet führt der Landschaftsplan aus: „Der gesamte Biotopkomplex ist wertvoll für Amphibien.“

## Schutzzwecke für das LSG
Laut Landschaftsplan erfolgte die Ausweisung des LSG
- „zur Erhaltung und Wiederherstellung der Leistungsfähigkeit des Naturhaushaltes in ökologisch besonders wertvoll strukturierten Bereichen mit Wasser-, Klima- und Biotopschutzfunktionen,“
- „zur Erhaltung und Wiederherstellung von Quellbereichen und naturnahen Fließgewässern, Wald- und Grünlandbereichen unterschiedlicher Feuchtestufen, Feldgehölzen, Hecken und Obstwiesen,“
- „zur Erhaltung morphologisch ausgeprägter Bereiche zur Sicherung der landschaftlichen Eigenart und Vielfalt für die Erholung, “
- „zur Erhaltung wertvoller Biotopkomplexe aus Wald-Grünlandbereichen, Fließgewässern und Quellen sowie Biotopen nach § 62 LG mit wichtigen Refugial-, Puffer-, Trittstein- und Vernetzungsfunktionen,“
- „zur Erhaltung und Wiederherstellung wichtiger Rückzugsräume für die bedrohte Tier- und Pflanzenwelt,“
- „zur Sicherung von kulturhistorisch bedeutsamen Landschaften, z. B. Terrassenkulturlandschaften,“
- „zur Sicherung der das Orts- und Landschaftsbild gliedernden und belebenden und die dörflichen Siedlungsstrukturen prägenden Freiraumelemente.“[1]

## Rechtliche Vorschriften
Im Landschaftsschutzgebiet ist unter anderem das Errichten von Bauten und Fischteichen verboten.